# Johann Rudolf Mieg
Johann Rudolf Mieg oder Johann Rudolph Mieg (* 3. Juli 1694 in Basel; † 7. März 1733 ebenda) war ein Schweizer Mediziner, Botaniker und Hochschullehrer.

## Leben
Mieg stammte aus einer weitverzweigten, ursprünglich aus Strassburg stammenden Familie Mieg. Er war ein Sohn des Kaufmanns Sebastian Mieg (1659–1714) und besuchte zunächst das Basler Gymnasium, bevor er 1707 als Student an der philosophischen Fakultät der Universität Basel eingeschrieben wurde. Am 28. Mai 1709 erhielt er den Bakkalaureusgrad. 1710 wechselte er an die medizinische Fakultät in Basel und erhielt am 12. Mai 1712 den Magistergrad. 1714 ging er zu weiteren medizinischen Studien an die Universität Strassburg, anschliessend an die Universität Heidelberg. Nachdem er nach Basel zurückgekehrt war, wurde er dort am 16. April 1716 zum Dr. med. promoviert. Etwa zu dieser Zeit wurde er auch praktischer Arzt und Dozent für Anatomie und Chirurgie in Basel.
Mieg erhielt 1721 eine Stelle als Prosektor bei seinem Onkel Theodor Zwinger und hatte ab 1724 die Professur der Anatomie und Botanik an der Universität Basel inne. Im Studienjahr 1728/1729 war er Rektor der Universität Basel und 1731 erhielt er den Lehrstuhl der theoretischen Medizin. Im selben Jahr wurde er Chorherr am Stift St. Peter. Sein Nachfolger an der Universität wurde Johann Jacob Huber.
Mieg lehnte 1732 eine Berufung an die Hohe Schule Herborn ab.

## Werke (Auswahl)
- De mundo. 1710.
- mit anderen: Examen Theoretico-Practico-Medicum Plantarum Nasturcinarum. Basel 1714.
- Oratio panegryrica in obitum V. E. Theodori Zwingeri. Basel 1726.
- Theses anatomicas. Basel 1726.